# Ogijeri
Ogijeri su rasa neljudskih stvorenja u izmišljenom svetu Točka vremena, svetu koji je stvorio američki pisac Robert Džordan. 
Ogijeri poseduju veliku ljubav prema znanju. Takođe su veliki graditelji, arhitekte i kamenoresci, koji us stvorili veliki deo najimpresivnijih građevina i gradova sveta. Kamenorezački rad Ogijera je poznat po svojoj prirodnoj, organskoj strukturi, tako da većina njihovih dela izgledaju kao da su izrasla iz zemlje, poput biljaka. Njihova najveća ljubav je ipak šumarstvo; oni vole drveće svojih stedinga, i sade nove šume u blizini gradova. Čak i njihov pisani jezik predstavlja lišće i vinovu lozu u rastu.
Ogijeri su visoki oko dva i po metra ("za polovinu više nego čovek"). Imaju široke noseve, velika usta i duge zašiljene uši. Ogijeri takođe dugo žive u poređenju sa ljudima: Loijala, jednog od važnijih sporednih likova u knjigama, starešine njegovog stedinga smatraju svojeglavim i neodgovornim, poredeći ga sa petnaestogodišnjim ljudskim tinejdžerom, uprkos tome što ima devedeset godina.
Ogijeri su po prirodi mirna i staložena rasa koja retko napušta svoje stanište - stedinge. I dok Ogijeri posećuju velike gradove kako bi očuvali i obnovili svoje drevne kamenorezačke radove, na drugim mestima se često svrstavaju u mitove i legende. Njihovo društo simpatizuje racionalnost i mirnu, temeljnu raspravu; dok sa neodobravanjem gledaju na žurbu kada je rešavanje konflikata u pitanju, a nasilja se gnušaju. Ipak, kada budu toliko isprovocirani da postanu besni, transformišu se u neobuzdane i opake ratnike. Postoji izreka koja kaže "Iznervirati Ogijera je isto kao i baciti planinu na sopstvenu glavu", upućujući na teškoću provociranja Ogijera, ali i na opasnost koju to provociranje može da donese.

## Steding
Steding je mesto u kojem Ogijeri žive. Predstavlja malu enklavu u kojoj je brzina rasta biljaka ogromna. Posle Slamanja Sveta, Ogijeri su morali da napuste stedinge, lutali su mnogo godina u potrazi za novima, a kao rezultat toga, kod čitave rase, se javila Čežnja - svaki rezultat koji bi predugo boravio van stedinga, umro bi. Pet godian izvan stedinga mogu da dovedu do ozbiljnih posledica na jednog Ogijera, ali van stedinga mogu da prežive najviše deset godina. U periodu između pet i deset godina van stedinga, mentalno i fizičko zdravlje će postepeno slabiti. Ogijer koji se dugo nalazi izvan stedinga, može otići u jedan i tamo provesti svega nekoliko dana kako bi se odmorio i prikupio snage, kako bi mogao da ga ponovo napusti, i na taj način odloži ili ublaži Čežnju. Steding takođe ima i jedinstvenu sposobnost da svakoga ko se u njemu nalazi odseče od Jedne Moći, i tokom Slamanja Sveta, neki muški Aes Sedai su utočište pronašli unutar njih, kako bi izbegli Kletvu koju je Mračni bacio na saidin. takođe, stedinzi ne postoje u Svetu Snova, i Šetač kroz Snove ne može ući u njega kroz svoj san.

## Ogijeri u Seanšanu
Ogijeri žive i u Seanšanskoj imperiji, daleko preko Aritskog okeana. Malo toga se zna o Seanšanskom društvu, ili o tome kakvu ulogu Ogijeri u njemu imaju, izuzev toga da je deo Imperatorkine Garde potpuno sačinjen od Ogijera, koji se tamo nazivaju Baštovani, i koji očigledno nemaju isto viđenje nasilja kao Ogijeri na matičnom kopnu. Seanšanski Ogijeri ne pate od Čežnje, iako tamo postoji daleko više stedinga nego na drugoj strani Aritskog okeana.

## Putevi
Kao poklon Ogijerima za njihovu pomoć prilikom Slamanja Sveta (Ogijeri su puštali muške Aes Sedai u stedinge kako bi se zaštitili od Kletve Mračnoga), muški Aes Sedai su napravili čudnu mrežu portala i prolaza koji se nazivaju Putevi, koristeći Jednu Moć. Kapije Puteva se nalaze odmah pored stedinga, zbog nemogućnosti Aes Sedai da usmeravaju unutar stedinga. Svaki Ogijer koji je odrastao u nekom gradu, može stići do bilo kog stedinga uz pomoć Puteva, za samo par dana, na taj način skraćujući putovanje i za nekoliko meseci. Ipak, u proteklim vekovima, Mahin Šin, Crni Vetar, se pojavio unutar Puteva. Ova gladna i protivrazumna utvara proždire razum i dušu svakoga koga uspe da sustigne. Takođe, pojavi Mahin Šina u Putevima, prethodila je transformacija Puteva iz dobro očuvanih kamenih staza i vrtova, nekada obasjanih toplotom i svetlom, u tamu bez dna i jednolični suvi kamen. Zbog toga što su neki severniji stedinzi obuzeti Pustoši, snage Senke sada imaju pristup Putevima, i ponekad ih koriste da prebace svoju vojsku preko velike razdaljine (iako je prisustvo Mahin Šina ovo učinilo rizičnim manevrom).

## Literatura
- Robert Jordan's The Wheel of Time series Архивирано на веб-сајту  (5. март 2013)
- [мртва веза]